# Centro Limoeirense de Futebol
O Centro Limoeirense de Futebol, conhecido como Centro Limoeirense, ou apenas Centro, é um clube de futebol profissional fundado em 15 de Setembro de 1913, na cidade de Limoeiro, no estado de Pernambuco. Atualmente, o clube disputa a Série A2 do Campeonato Pernambucano.
Após 50 anos de amadorismo, disputando apenas campeonatos promovidos pelas Ligas de futebol amador de Limoeiro, e campeonatos regionais, profissionalizou-se em 1963. Participou por dois anos consecutivos do Campeonato Pernambucano da 1ª Divisão, em 1963 e 1964 quando resolveu desativar seu departamento de futebol profissional, retornando ao amadorismo, onde permaneceu por mais 30 anos, e somente no ano de 1994 o clube voltou ao âmbito profissional.

## Títulos

### Estaduais
- Vice-campeão Pernambucano 2ª Divisão: 3 vezes (1995, 2000 e 2018)
- Vice-campeão da Copa Pernambuco: 2004

## Histórico em competições oficiais
- Campeonato Pernambucano 1ª Divisão: 1963, 1964, 1994, 1996, 1997, 2001, 2008.
- Campeonato Brasileiro da Série C: 1997 (48º).

## Desempenho em Competições

### Campeonato Pernambucano - 1ª Divisão
| Ano  | Posição                         |
| 1963 | 6º                              |
| 1964 | 6º                              |
| 1994 | 12º                             |
| 1996 | 8º                              |
| 1997 | 12º (Lanterna e rebaixado)      |
| 2001 | 12º (Vice-lanterna e rebaixado) |
| 2008 | 12º (Lanterna e rebaixado)      |

### Campeonato Pernambucano - 2ª Divisão
| Ano  | Posição                                                           |
| 1995 | 2º (Promovido)                                                    |
| 1998 | 3º                                                                |
| 1999 | 5º                                                                |
| 2000 | 2º (Promovido)                                                    |
| 2002 | 5º                                                                |
| 2003 | 3º                                                                |
| 2004 | 10º                                                               |
| 2005 | 14º                                                               |
| 2006 | Licenciado                                                        |
| 2007 | 3º (Promovido)                                                    |
| 2009 | 8º                                                                |
| 2010 | 7º                                                                |
| 2011 | 9º (Lanterna) - Foi excluído pela FPF após a divulgação da tabela |
| 2012 | 12º                                                               |
| 2013 | 5º                                                                |
| 2014 | 11º                                                               |
| 2015 | Licenciado                                                        |
| 2016 | 8º                                                                |
| 2017 | 8º                                                                |
| 2018 | 2º                                                                |
| 2019 | 6º                                                                |
| 2020 | 3º                                                                |
| 2021 | 11º                                                               |
| 2022 | 14º                                                               |
| 2023 | 9º                                                                |
| 2024 | 8º                                                                |

### Copa Pernambuco
| Ano  | Posição            |
| 1994 | ?                  |
| 2002 | 9º (Vice-lanterna) |
| 2003 | 7º                 |
| 2004 | 2º                 |
| 2005 | 7º                 |
| 2009 | 9º                 |
| 2011 | 5º                 |

## Ranking da CBF
- Posição: 200º
- Pontuação: 10 ponto

Ranking criado pela Confederação Brasileira de Futebol que pontua todos os times do Brasil.